# Pistacia vera
La Pistacia vera (L., Anacardiaceae, o algunas veces Pistaciaceae) es un árbol pequeño del género Pistacia, originario de las regiones montañosas de Siria, Turquía, Irán y Afganistán occidental, que produce un importante fruto seco para uso culinario llamado pistacho, pistache, alfóncigo, alfónsigo. A la Pistacia vera se la confunde a menudo con otras especies del género Pistacia. Pueden diferenciarse de la P. vera por su distribución geográfica originaria y por sus frutos, más pequeños, con un intenso sabor a trementina y un pericarpio (cáscara) duro. 

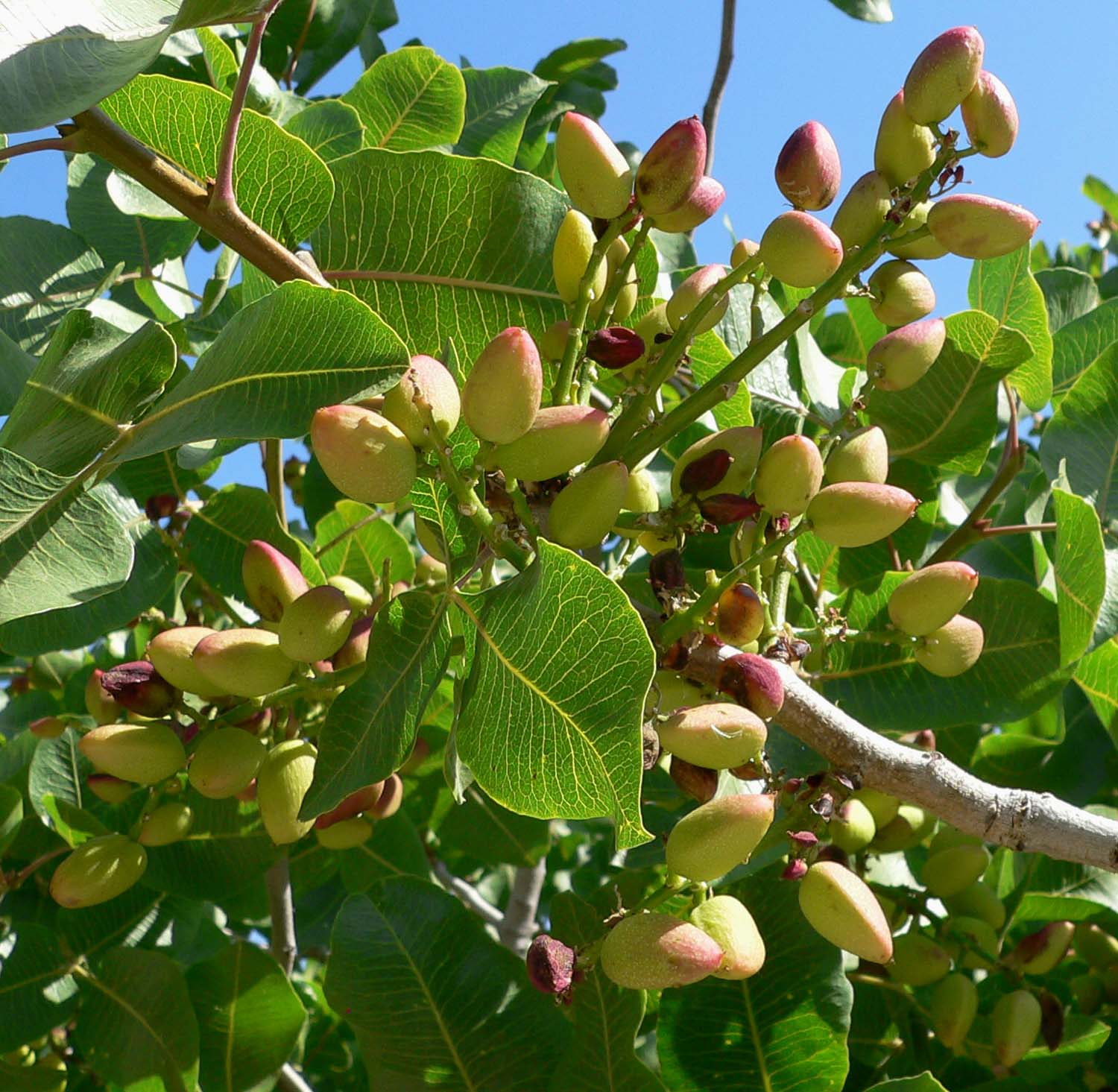
Pistacia vera, en Las Vegas, Nevada.

Dada la importancia alimenticia de sus frutos, el pistacho se cultiva en muchos lugares del mundo, y el principal productor es Irán, con 472 097 toneladas en 2011.

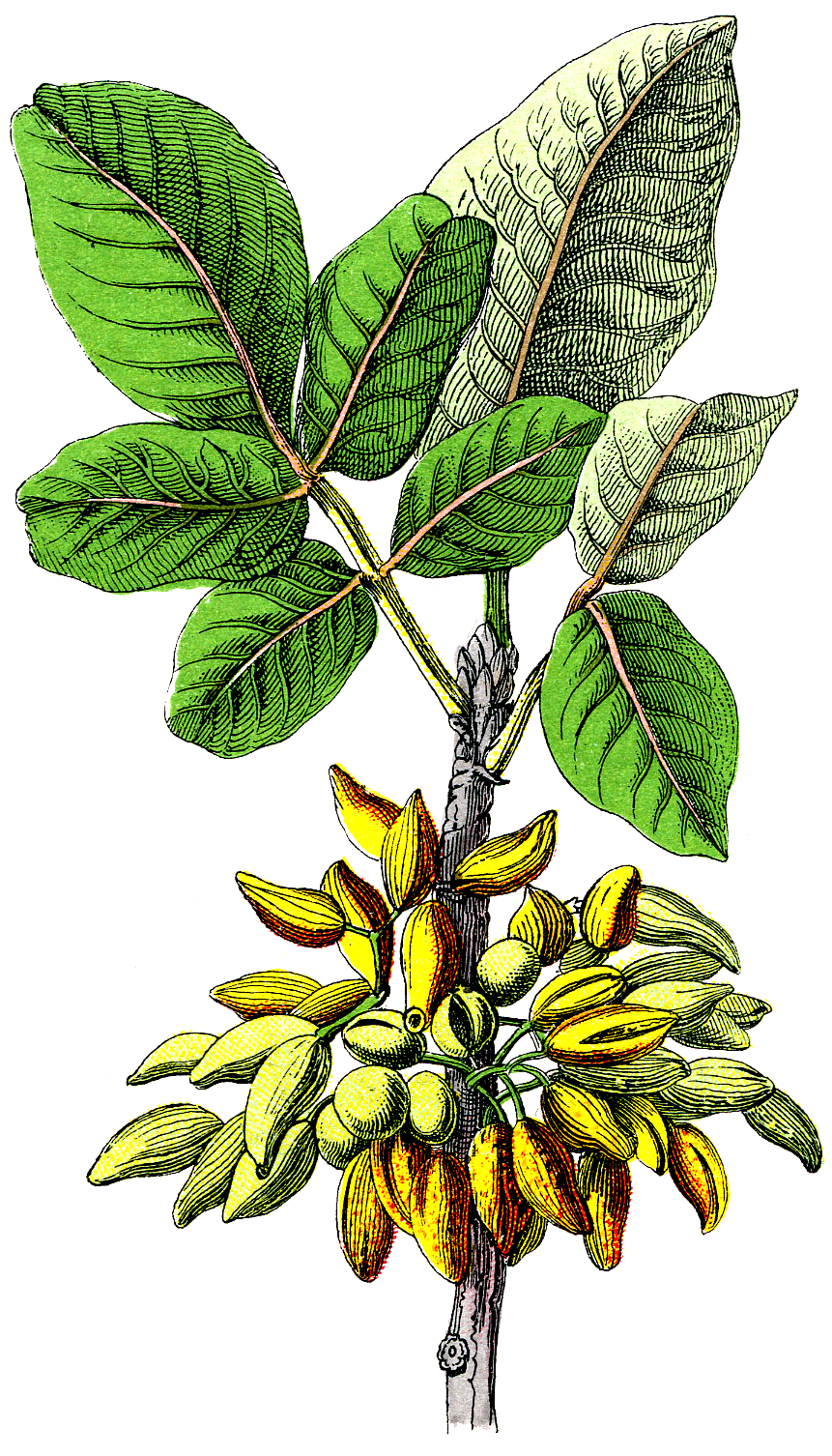
Ilustración de Naturgeschichte des Pflanzenreichs, de G. H. von Schubert.

## Historia
Pistacia vera se plantó por primera vez en Asia occidental. Su cultivo se extendió al mundo mediterráneo pasando por Irán Central, donde ha sido una cosecha importante durante mucho tiempo. El manuscrito escrito por Anthimus, a principios del siglo VI d. C. De observatione ciborum (Acerca de la observación de los alimentos) indica que los pistachos (pistacia, en latín vulgar) eran bien conocidos en Europa hacia el final de los tiempos de la dominación romana.
Para su venta en el mundo anglosajón, Pistacia vera se ha cultivado más recientemente en Australia, Nuevo México y también en California. El Departamento de Agricultura de los Estados Unidos, introdujo este árbol a California alrededor de 1904, pero solo hasta 1929 se promovió como producto comercial en California.
En Latinoamérica países como Chile (San Felipe, Chacabuco, Colina, Talca y Chillán) y Argentina (San Juan, Mendoza y La Rioja) han acrecentado su producción en las últimas décadas.

## Biología
La Pistacia vera crece hasta los 10 m de altura y tiene hojas pinnadas, con 3 a 5 folíolos de 10-20 cm (4-8 pulgadas) de largo, que se desprenden en la estación fría.
Es una planta desértica y por esto tiene una alta tolerancia al suelo salino. Se ha informado que crece bien cuando se la irriga con agua que contiene 3000-4000 ppm de sales solubles. Los Pistacia vera son bastante resistentes bajo las condiciones correctas, y pueden sobrevivir en temperaturas que van desde –10 °C en invierno, hasta 40 °C en verano. Necesitan estar orientados hacia el sol y en suelo bien drenado.
Los Pistacia vera no se desarrollan bien en condiciones de alta humedad, puesto que sus raíces pueden pudrirse durante el invierno si reciben demasiada agua y si el suelo no tiene suficiente drenaje libre. Se requieren largos veranos para la adecuada maduración del fruto. Las plantas son dioicas, tienen pies masculinos y femeninos separados. Las flores son apétalas y se reúnen en inflorescencias llamadas panículas (popularmente racimos).
El fruto es una drupa que contiene una semilla alargada, que es la porción comestible. Está cubierto por una piel carnosa fina, de color verde. En su interior, bajo una cáscara dura y blanquecina, la semilla, de un color verde pálido, está cubierta a su vez por una piel fina de tono malva, y tiene un sabor característico. Comúnmente considerada como fruto, esta semilla es para uso culinario. Cuando el fruto madura, la piel cambia del verde a un amarillo rojizo otoñal y su cáscara se rompe y abre parcialmente, de manera abrupta.[cita requerida]
A esta apertura se le conoce como dehiscencia/eclosión y ocurre acompañado por un sonido audible. La tendencia a esta apertura es una característica que han seleccionado los humanos. Los cultivares comerciales varían en cuanto a cómo se abren. Cada Pistacia vera da en promedio 50 kg de semillas cada dos años.

## Cultivo
Los árboles se plantan en huertos y necesitan de siete a diez años para lograr una producción considerable. La producción es alterna o bienal, lo cual significa que la cosecha es más abundante cada dos años. La producción pico se alcanza aproximadamente a los 20 años. Por lo general, a los árboles se les poda hasta un tamaño que permita realizar la cosecha con mayor facilidad. Un árbol macho produce suficiente polen para que den frutos de ocho a doce árboles hembra. A menudo, la cosecha en los Estados Unidos se lleva a cabo mediante el uso de equipo para sacudir al árbol y hacer caer los frutos.
Los Pistacia vera son vulnerables a una amplia variedad de enfermedades, entre las que destaca la infección por el hongo Verticillium dahliae, que puede llegar a matar a la planta, y por el Botryosphaeria. Este último provoca panoja y antracnosis (es decir, mata a las flores y a los brotes jóvenes), y puede dañar huertas enteras de Pistacia vera.[cita requerida]
En California, casi todos los árboles hembra pertenecen al cultivar “Kerman”, el cual suele asociarse con el cultivar macho "Peter". Una mata de un árbol maduro de estas variedades se injerta en un pie de dos años de edad. Como patrón se ha venido usando mayoritariamente otra especie del género Pistacia, llamada Pistacia atlantica, la cual está siendo sustituida en los últimos años por un híbrido de ésta con P integérrima, denominada UCB-1 debido a su inmunidad a la verticilosis.[cita requerida]
Los envíos de pistachos empacados al por mayor tienden al autocalentamiento y a la combustión espontánea a causa de su elevado contenido de grasas y su bajo contenido de agua.

## Propiedades

### Propiedades en la disfunción eréctil
En el estudio ‘Dieta basada en pistachos mejora los parámetros de función eréctil y los perfiles lipídicos en suero en pacientes con disfunción eréctil'  se demuestra los beneficios del pistacho en la fertilidad masculina. Consistió en un ensayo clínico prospectivo en el que se incluyeron un total de 17 pacientes casados con disfunción eréctil (DE) durante al menos 12 meses. Los pacientes recibieron una dieta de 100g de pistachos durante tres semanas. Efectivamente se demostró que la dieta mejoró los puntajes IIEF (Índice Internacional de Función Eréctil) sin ningún efecto secundario asociado en pacientes con DE. Además, los parámetros lipídicos mostraron mejoras estadísticamente significativas después de esta dieta. 
Los pistachos son una fuente de grasas monoinsaturadas e insaturadas, las cuales ayudan a mantener unos niveles saludables de colesterol en sangre. Esto está directamente relacionado con la función eréctil debido a que para que se produzca la erección es necesario que los vasos sanguíneos del pene están saludables y tengan la capacidad de relajarse. El selenio es otra de las sustancias que se destacan en la composición del pistacho, debido a que favorece que se produzca la espermatogénesis sin trastorno alguno.[cita requerida]

## Producción mundial
Producción de pistachos (toneladas en 2005)
| Principales productores de pistacho en 2018 y en 2020 (toneladas) | Principales productores de pistacho en 2018 y en 2020 (toneladas) |
| ----------------------------------------------------------------- | ----------------------------------------------------------------- |
| Irán                                                              | 551 307 \| 195 000                                                |
| Estados Unidos                                                    | 447 700 \| 474 000                                                |
| Turquía                                                           | 240 000 \| 296 000                                                |
| Siria                                                             | 28 800 \| 69 000                                                  |
| China                                                             | 74 828 \| 80 200                                                  |
| Grecia                                                            | 8 558 \| 10 900                                                   |
| Italia                                                            | 3 864                                                             |
| Uzbekistán                                                        | 3 167                                                             |
| Afganistán                                                        | 2 734                                                             |

Fuente

## Taxonomía
Pistacia vera fue descrita por Carlos Linneo y publicado en Species Plantarum 2: 1025. 1753.

## Etimología
La palabra alfóncigo (según la Real Academia Española) deriva del árabe hispano alfústaq, este del árabe clásico fustuq, este del persa medio pistag, y a su vez este del griego πιστάκη, πιστάκιον " pistákion ".
La palabra pistacho proviene del italiano "pistacchio", a través del latín, del griego πιστάκιον "pistákion", del persa medio "*pistak" (la variante en farsi es پسته "pista").
Debido al uso culinario internacional es mucho más conocido como pistacho (del italiano pistacchio), siendo uno de los sabores ya clásicos para las cremas heladas y de los batidos de pistacho.

## Nombres comunes
- Español: alfócigo, alfóncigo, alfónsigo, alfónsigos (fruto), alfonsic, alfosigo, alhócigo, alhosigo, alhostigo, alhóstigo, alpistasia, fístico, picacho, pistachero, pistacho, pistacho (fruto), pistachos (fruto), pistacio (fruto), árbol de los pistachos,[22] pistache (fruto en México)